# غراند كانيون (أريزونا)
غراند كانيون (بالإنجليزية: Grand Canyon Village CDP, Arizona) هي قرية تقع بولاية أريزونا في الولايات المتحدة. تبلغ مساحتها 34.71 كم2، وترتفع عن سطح البحر 2073.8592000000003 م، بلغ عدد سكانها 2,004 نسمة في عام 2010 حسب إحصاء مكتب تعداد الولايات المتحدة وتصل الكثافة السكانية فيها 57.7 نسمة لكل كيلومتر مربع (149.4/ميل2).

## التركيبة السكانية
حدّد مكتب تعداد الولايات المتحدة بيانات التركيبة السكانية لغراند كانيون في تعداد الولايات المتحدة. في ما يلي، التركيبة السكانية حسب تعدادي 2000 و2010.

### تعداد عام 2000
بلغ عدد سكان غراند كانيون 1,460 نسمة بحسب تعداد عام 2000، وبلغ عدد الأسر 651 أسرة وعدد العائلات 346 عائلة مقيمة في القرية. في حين سجلت الكثافة السكانية 42.1 نسمة لكل كيلومتر مربع (109.0/ميل2). وبلغ عدد الوحدات السكنية 791 وحدة بمتوسط كثافة قدره 22.8 لكل كيلومتر مربع (59.1/ميل2).
وتوزع التركيب العرقي للقرية بنسبة 73.70% من البيض و1.58% من الأمريكيين الأفارقة و18.84% من الأمريكيين الأصليين و0.89% من الأمريكيين ذوي الأصول الآسيوية و0.27% من سكان جزر المحيط الهادئ و1.85% من الأعراق الأخرى و2.88% من عرقين مختلطين أو أكثر و10.21% من الهسبانيون أو اللاتينيون من أي عرق.
بلغ عدد الأسر 651 أسرة كانت نسبة 26.4% منها لديها أطفال تحت سن الثامنة عشر تعيش معهم، وبلغت نسبة الأزواج القاطنين مع بعضهم البعض 42.1% من أصل المجموع الكلي للأسر، ونسبة 6% من الأسر كان لديها معيلات من الإناث دون وجود شريك، بينما كانت نسبة 5.1% من الأسر لديها معيلون من الذكور دون وجود شريكة وكانت نسبة 46.9% من غير العائلات. تألفت نسبة 31.6% من أصل جميع الأسر من عدة أفراد يعيشون في نفس المنزل ونسبة 0.9% كانت تتألف من شخص يعيش بمفرده يبلغ من العمر 65 عاماً أو أكثر. وبلغ متوسط حجم الأسرة المعيشية 2.18، أما متوسط حجم العائلات فبلغ 2.84.
بلغ العمر الوسطي للسكان 37.0 عاماً. وكانت نسبة 20.5% من القاطنين تحت سن الثامنة عشر، وكانت نسبة 7.9% بين الثامنة عشر والرابعة والعشرين عاماً، ونسبة 40.2% كانت واقعةً في الفئة العمرية ما بين الخامسة والعشرين والرابعة والأربعين عاماً، ونسبة 26.5% كانت ما بين الخامسة والأربعين والرابعة والستين، ونسبة 2.2% كانت ضمن فئة الخامسة والستين عاماً فما فوق. يوجد لكل 100 أنثى 113.0 ذكر، ويوجد لكل 100 أنثى في الثامنة عشر من عمرها فما فوق 108.0 ذكر.
بلغ متوسط دخل الأسرة في القرية 42,083 دولارًا، أما متوسط دخل العائلة فبلغ 53,676 دولارًا. وكان متوسط دخل الذكور 28,750 دولارًا مقابل 23,565 دولارًا للإناث. وسجل دخل الفرد الخاص بالقرية 19,923 دولارًا. وكانت نسبة 1.7% من العائلات ونسبة 4.8% من السكان تحت خط الفقر، وكان من هؤلاء نسبة 4.9% تحت سن الثامنة عشر ونسبة 0% في الخامسة والستين من العمر وما فوق.

### تعداد عام 2010
بلغ عدد سكان غراند كانيون 2,004 نسمة بحسب تعداد عام 2010، وبلغ عدد الأسر 761 أسرة وعدد العائلات 310 عائلة مقيمة في القرية. في حين سجلت الكثافة السكانية 57.7 نسمة لكل كيلومتر مربع (149.4/ميل2). وبلغ عدد الوحدات السكنية 858 وحدة بمتوسط كثافة قدره 24.7 لكل كيلومتر مربع (64.0/ميل2).
وتوزع التركيب العرقي للقرية بنسبة 63.87% من البيض و2% من الأمريكيين الأفارقة و18.71% من الأمريكيين الأصليين و9.03% من الأمريكيين ذوي الأصول الآسيوية و0.30% من سكان جزر المحيط الهادئ و2.79% من الأعراق الأخرى و3.29% من عرقين مختلطين أو أكثر و8.63% من الهسبانيون أو اللاتينيون من أي عرق.
بلغ عدد الأسر 761 أسرة كانت نسبة 17.1% منها لديها أطفال تحت سن الثامنة عشر تعيش معهم، وبلغت نسبة الأزواج القاطنين مع بعضهم البعض 31.9% من أصل المجموع الكلي للأسر، ونسبة 6.2% من الأسر كان لديها معيلات من الإناث دون وجود شريك، بينما كانت نسبة 2.6% من الأسر لديها معيلون من الذكور دون وجود شريكة وكانت نسبة 59.3% من غير العائلات. تألفت نسبة 44.2% من أصل جميع الأسر من عدة أفراد يعيشون في نفس المنزل ونسبة 2.9% كانت تتألف من شخص يعيش بمفرده يبلغ من العمر 65 عاماً أو أكثر. وبلغ متوسط حجم الأسرة المعيشية 1.91، أما متوسط حجم العائلات فبلغ 2.73.
بلغ العمر الوسطي للسكان 39.0 عاماً. وكانت نسبة 10.9% من القاطنين تحت سن الثامنة عشر، وكانت نسبة 18.1% بين الثامنة عشر والرابعة والعشرين عاماً، ونسبة 30.5% كانت واقعةً في الفئة العمرية ما بين الخامسة والعشرين والرابعة والأربعين عاماً، ونسبة 36.2% كانت ما بين الخامسة والأربعين والرابعة والستين، ونسبة 4.4% كانت ضمن فئة الخامسة والستين عاماً فما فوق. وتوزع التركيب الجنسي للسكان بنسبة 52.2% ذكور و47.8% إناث.